# Eucalyptus apodophylla
Eucalyptus apodophylla là một loài thực vật có hoa trong Họ Đào kim nương. Loài này được Blakely & Jacobs mô tả khoa học đầu tiên năm 1934.